# Santiago Salcedo
Santiago Gabriel Salcedo González (Asunción, 6 settembre 1981) è un calciatore paraguaiano, attaccante del San Lorenzo.

## Carriera

### Club
Inizia la carriera nel Cerro Porteño, squadra paraguaiana, e segna subito molti gol, 13 in 47 partite, venendo acquistato dalla squadra turca dell'Ankaragücü, dove gioca pochissimo e segna una sola rete. Nel 2004 torna in Paraguay, sempre al Cerro Porteño, segnando 9 reti in 14 partite di campionato e finendo capocannoniere nella Coppa Libertadores 2005 con 9 reti. Nel 2005 una breve esperienza in Giappone, all'FC Tokyo, e poi l'arrivo in Argentina, al Newell's Old Boys. Specialmente nella stagione 2007-2008 si fa valere, segnando 12 reti in campionato e venendo acquistato dal River Plate, squadra campione in carica, debuttandovi il 17 agosto 2008 nella partita contro il Rosario Central. Nel gennaio 2009 torna al Newell's, quindi in estate passa al Lanús.
Il 20 gennaio 2011 passa in prestito all'Argentinos Juniors.
Nel 2015 viene acquistato a parametro zero dal Libertad, con cui gioca 114 partite, e portando la squadra a enormi successi.
Nel 2020 dopo cinque lunghi anni col Libertad, viene acquistato sempre a parametro zero dal San Lorenzo, con cui in poche partite mette a segno 4 goal.

### Nazionale
Con il Paraguay ha disputato il Campionato mondiale di calcio Under-20 del 2001, e dal 2003 è convocato nella nazionale maggiore.

## Palmarès

### Club
- Campionato paraguaiano: 6

Cerro Porteño: 2001, 2004, 2005, Apertura 2012, Clausura 2013, 2015
- Campionato argentino: 1

River Plate: Clausura 2008

### Individuale
- Capocannoniere della Coppa Libertadores: 1

2005 (9 gol)
- Capocannoniere del campionato paraguaiano: 2

Apertura 2015 (11 gol, a pari merito con José Ortigoza e Fernando Fabian Fernández), Clausura 2015 (19 gol)